# Gugliarello Acciaiuoli

Stemma degli Acciaiuoli

Gugliarello Acciaiuoli, vissuto nel XII secolo (Brescia, ... – Firenze, ...; fl. XII secolo), è stato un politico e il capostipite della famiglia fiorentina degli Acciaiuoli.

## Biografia
La famiglia era originaria di Bergamo.
Gugliarello fuggì da Brescia a causa delle persecuzioni politiche contro il guelfi dei quali faceva parte, stabilendosi verso il 1160 a Firenze. Ascritto all'Arte del Cambio, si dedicò probabilmente al commercio dell'acciaio che gli valse l'appellativo di Acciaiolo.
La famiglia divenne una delle più ricche e importanti della Firenze medievale e rinascimentale. Gugliarello ne è il più antico membro conosciuto e fece suo lo stemma della città di Brescia.

## Discendenza
Si sposò con Ghisella. Gugliarello ebbe due figli:
- Riccomanno[3] (?-1237)
- Leone[3] (?-1300), dottore in legge.